# Pasquale Mazzocchi
Pasquale Mazzocchi (ur. 27 lipca 1995 w Neapolu) – włoski piłkarz występujący na pozycji obrońcy w SSC Napoli.

## Kariera klubowa
Wychowanek Benevento Calcio, w którym rozpoczął treningi w wieku 11 lat. W trakcie swojej kariery grał także w takich zespołach, jak Hellas Verona, AC Bellaria Igea Marina, ASD Pro Piacenza 1919, AC Rimini 1912, Parma Calcio 1913, AC Perugia Calcio oraz Venezia FC. W styczniu 2022 roku został wypożyczony do klubu US Salernitana 1919, który ma obowiązek zrealizować klauzulę jego wykupu.